# Euphrasia alpina
Euphrasia alpina är en snyltrotsväxtart. Euphrasia alpina ingår i släktet ögontröster, och familjen snyltrotsväxter.

## Underarter
Arten delas in i följande underarter:
- E. a. alpina
- E. a. asturica
- E. a. cantabrica
- E. a. pulchra

## Bildgalleri

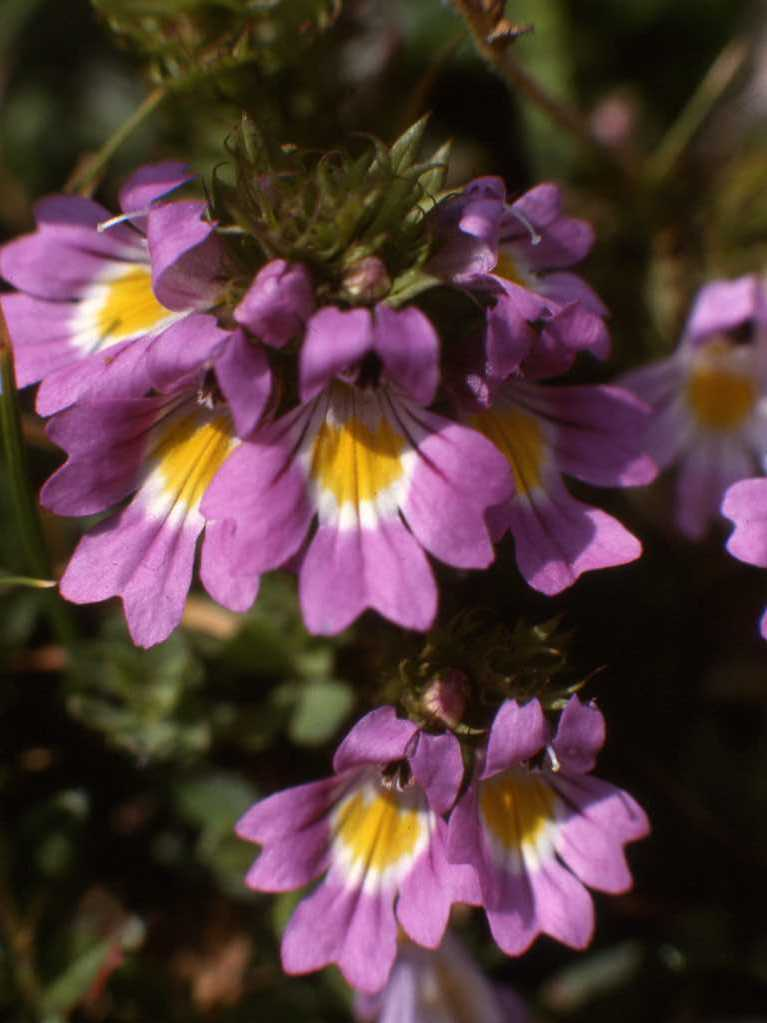
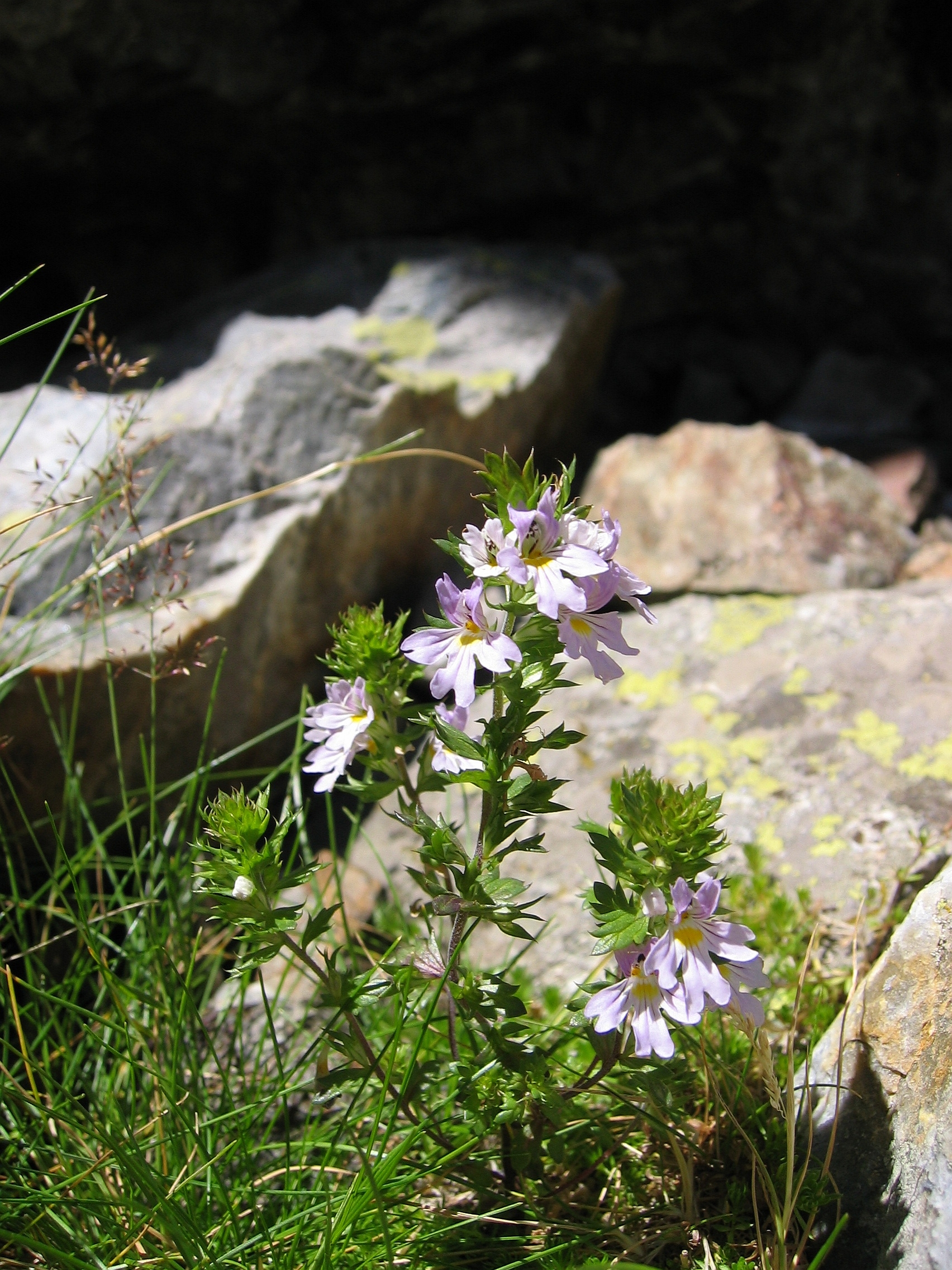